# World Series 1959
Die World Series 1959 war die 58. Auflage des Finals der Major League Baseball. Es standen sich die Meister der American League, die Chicago White Sox, und der Champion der National League, die Los Angeles Dodgers, gegenüber. Die Best-Of-Seven-Serie startete am 1. Oktober und endete nach sechs Spielen am 9. Oktober 1959. Sieger nach sechs Spielen wurden die Los Angeles Dodgers, die damit ihre zweite World Series gewinnen konnten.
Als MVP der Serie wurde der Pitcher der Dodgers, Larry Sherry, ausgezeichnet.
Jedes der drei Spiele, die im Los Angeles Memorial Coliseum ausgetragen wurden, verzeichnete einen Zuschauerrekord. Die Zuschauerzahl von 92.706 in Spiel 5 ist bis heute ein World Series-Rekord, der in keinem modernen Stadion gebrochen werden kann.

## Übersicht der Spiele
| Spiel | Datum      | Gast                | Score | Heim                | Score | Gesamtstand (LAD-CWS) | Ballpark                      | Zuschauer |
| ----- | ---------- | ------------------- | ----- | ------------------- | ----- | --------------------- | ----------------------------- | --------- |
| 1     | 1. Oktober | Los Angeles Dodgers | 0     | Chicago White Sox   | 11    | 0–1                   | Comiskey Park                 | 48.013    |
| 2     | 2. Oktober | Los Angeles Dodgers | 4     | Chicago White Sox   | 3     | 1–1                   | Comiskey Park                 | 47.368    |
| 3     | 4. Oktober | Chicago White Sox   | 1     | Los Angeles Dodgers | 3     | 2–1                   | Los Angeles Memorial Coliseum | 92.394    |
| 4     | 5. Oktober | Chicago White Sox   | 4     | Los Angeles Dodgers | 5     | 3–1                   | Los Angeles Memorial Coliseum | 92.650    |
| 5     | 6. Oktober | Chicago White Sox   | 1     | Los Angeles Dodgers | 0     | 3–2                   | Los Angeles Memorial Coliseum | 92.706    |
| 6     | 8. Oktober | Los Angeles Dodgers | 9     | Chicago White Sox   | 3     | 4–2                   | Comiskey Park                 | 47.653    |